# Mouloudia Oujda
Mouloudia Oujda (Arabisch: مولودية وجدة) is een Marokkaanse voetbalclub uit Oujda en werd in 1946 opgericht.
De club was er succesvol in de Coupe du trône (beker) tussen 1957 en 1962. In 2009 degradeerde de club uit de hoogste klasse. In 2018 promoveerde de club als kampioen naar de Botola Pro.

## Erelijst
- Botola Pro
  - 1974/75
- Coupe du Trône
  - Winnaar: 1957, 1958, 1960, 1962
  - Finalist: 1959
- Botola Pro 2
  - 2002/03, 2017/18

## Bekende (ex-)spelers
- Soufiane Karkache

Hassania Agadir · Chabab Rif Al Hoceima · Renaissance de Berkane · Racing de Casablanca · Raja Casablanca · Wydad Casablanca · Difaa El Jadida · CA Khénifra · Olympique Khouribga · Kawkab Marrakech · Rapide Oued Zem · FAR Rabat · FUS de Rabat · Olympique Safi · Ittihad Tanger · Moghreb Athletic Tétouan